# Ministerio de Educación de la República Popular China
El Ministerio de Educación de la República Popular China, en chino 中华人民共和国教育部, es el departamento constituyente del Consejo de Estado de la República Popular China a cargo de la educación y la formación lingüística.
El Ministerio de Educación de la República Popular China cuenta actualmente con 19 departamentos y secretarías dependientes, entre ellas también se encuentra la Secretaría de la Comisión Nacional China para la UNESCO. Además, el Ministerio de Educación también gestiona directamente 6 grupos y organizaciones socialeseducativas.

## Historia
En octubre de 1949, después de la fundación de la República Popular China, se establecieron el Comité de Cultura y Educación del Consejo de Estado y el Ministerio de Educación del Gobierno Popular Central; en noviembre de 1952, al Ministerio de Educación Superior del Gobierno Popular Central, se agregaron el Comité de deportes del gobierno popular central y el Ministerio de Trabajo del gobierno popular central para la eliminación del analfabetismo. En 1954, se reorganizó el Ministerio de Educación y las responsabilidades del comité para la eliminación del analfabetismo se integraron en el Ministerio de Educación; en febrero de 1958, el Ministerio de Educación Superior se fusionó con el Ministerio de Educación. En julio de 1964 se restableció el Ministerio de Educación Superior. En julio de 1966, el Ministerio de Educación Superior se fusionó nuevamente con el Ministerio de Educación.
En junio de 1970, el Comité Central del Partido Comunista de China decidió abolir el Ministerio de Educación y estableció el Grupo de Ciencia y Educación del Consejo de Estado. En enero de 1975, el <i>Cuarto Congreso Nacional del Pueblo</i> decidió restaurar el Ministerio de Educación. El 18 de junio de 1985, el Undécimo Comité Permanente de la Sexta Asamblea Popular Nacional decidió abolir el Ministerio de Educación y establecer la Comisión Nacional de Educación de la República Popular China (denominada Comisión Estatal de Educación). En 1998, la "Decisión sobre la Reforma Institucional del Consejo de Estado" aprobada en la primera sesión de la Novena Asamblea Popular Nacional, la Comisión Estatal de Educación pasó a llamarse Ministerio de Educación.
El 31 de agosto de 2020, según las "Recomendaciones sobre la implementación de cómo desarrollar la reforma de desvinculación de las asociaciones industriales nacionales y las cámaras de comercio de los órganos administrativos" de la Comisión Nacional de Desarrollo y Reforma (Ley de cambio, 2019. N.º 1063), "Recomendación sobre la promoción integral de la reforma para la desvinculación de las asociaciones industriales nacionales y las cámaras de comercio de los órganos administrativos" (Oficina para la organización unificada de la educación, 2019. N.º 2), anteriormente bajo la supervisión del Ministerio de Educación, estaban la asociación de la industria universitaria de China, la asociación de prensa de la universidad de China, la formación química de China, la asociación de la industria de equipos educativos de China, asociación de educación de energía eléctrica de China, la asociación de periódicos en idioma chino, la asociación de logística educativa de China, la asociación de periódicos universitarios de China, la asociación de educación en trabajo social de China, la asociación de tecnología educativa de China, la asociación de educación privada de China, la asociación de empleo de graduados universitarios, la asociación regional de ciencias de China, 14 asociaciones industriales (cámaras de comercio), incluida la asociación de educación del carbón de China y la asociación de Caligrafía, pintura china y pintura educativa, todas estaban separadas del Departamento de Educación. Están registradas autónomas y operan de manera independiente de acuerdo con la ley, despojadas de sus funciones administrativas, y ya no tienen unidades de supervisión empresarial. Se ha cancelado su gestión financiera directa y ahora tienen apoyo para su desarrollo a través de la compra de servicios por parte del gobierno y otros medios.
El 10 de febrero de 2021, con la aprobación de la Oficina del Comité Central de Establecimiento Institucional, el departamento de Ciencia y tecnología en China del Ministerio de Educación pasó a llamarse departamento de ciencia, tecnología e informática del Ministerio de Educación.
El 15 de junio de 2021, el Ministerio de Educación estableció el departamento de supervisión de educación y capacitación fuera del campus de acuerdo con el "Reglamento de la oficina central sobre el ajuste de la organización de las responsabilidades del Ministerio de Educación.
En febrero de 2022, de acuerdo con la aprobación de la Oficina del Comité Central de Establecimiento Institucional, el Ministerio de Educación decidió fusionar el Centro de investigación para el desarrollo de la educación del Ministerio de Educación en la academia de ciencias de la educación de China. El centro de desarrollo de libros de texto y currículos de educación básica del Ministerio de Educación se fusionó con el Instituto de investigación de libros de texto y currículos. El centro de intercambios extranjeros del Ministerio de Educación se fusionó con el centro nacional de gestión de ayuda financiera para estudiantes. El centro de investigación para el desarrollo de las ciencias sociales del Ministerio de Educación y el centro de desarrollo de la ciencia y la tecnología del Ministerio de Educación se integran para formar el centro de investigación y desarrollo científico del Ministerio de Educación. El centro de educación de electrónica y el de investigación y desarrollo de equipos educativos del Ministerio de Educación se integran para formar el centro de desarrollo de recursos y tecnología educativa del Ministerio de Educación, que conserva la marca del centro de educación de electrónica. Se estableció un nuevo centro de publicidad y educación del Ministerio de Educación. El centro nacional de información, consulta y orientación laboral para estudiantes universitarios pasó a llamarse centro de atención al estudiante y desarrollo de la calidad del Ministerio de Educación. El centro de exámenes del Ministerio de Educación pasó a llamarse instituto de exámenes educativos del Ministerio de Educación, conservando las marcas originales del centro de exámenes de calificación de maestros del Ministerio de Educación y el centro internacional de cooperación e intercambio. El centro de evaluación de la docencia de educación superior del Ministerio de Educación pasó a llamarse centro de evaluación de la calidad de la educación del Ministerio de Educación. El instituto del centro de educación técnica y vocacional del Ministerio de Educación pasó a llamarse centro de desarrollo de educación vocacional del Ministerio de Educación.
El 29 de marzo de 2022, el Ministerio de Educación fusionó la nueva red de carreras del Ministerio de Educación y la plataforma de empleo 24365 en la "plataforma nacional de servicio de empleo para estudiantes universitarios 24365".

## Normativa
De acuerdo con la "Disposición sobre la asignación funcional, institucionalidad interna y dotación de personal del Ministerio de Educación", el Ministerio de Educación asume las siguientes responsabilidades:
1. Estudiar y formular lineamientos y políticas para la educación, proyectos de leyes y reglamentos en materia de educación.
2. Estudiar y proponer estrategias de reforma y desarrollo educativo y planes nacionales de desarrollo educativo, formular políticas para la reforma del sistema educativo, así como el enfoque, estructura y velocidad del desarrollo educativo, y orientar y coordinar su implementación.
3. Administrar los fondos educativos del departamento en su conjunto; participar en la formulación de directrices y políticas para recaudar fondos educativos, asignaciones educativas e inversiones en infraestructura educativa; monitorear la recaudación y el uso de fondos educativos nacionales; administrar la ayuda y educación extranjeras para la educación préstamos a China de acuerdo con las regulaciones pertinentes.
4. Investigar y presentar los estándares de establecimiento, los requisitos básicos de enseñanza y los documentos básicos de enseñanza de varias escuelas de educación secundaria y primaria; organizar el examen y aprobación de libros de texto unificados para escuelas secundarias y primarias; guiar la reforma de la educación y la enseñanza en varios tipos de la educación hasta el nivel secundario; Supervisión y evaluación de la educación obligatoria y erradicación del analfabetismo entre jóvenes y adultos mayores.
5. Coordinar la gestión de la educación superior general, la educación de posgrado y la educación profesional superior, la educación superior de adultos, la educación superior organizada por las fuerzas sociales, los exámenes de autoaprendizaje de la educación superior de adultos y la educación continua. Investigar y presentar los estándares de establecimiento de colegios y universidades, revisar el establecimiento, cambio de nombre, revocación y ajuste de colegios y universidades; formular el catálogo de disciplinas y especializaciones, documentos básicos de enseñanza y guiar la reforma de la educación y la enseñanza en colegios y universidades y la evaluación de la educación superior, responsable de la implementación y coordinación del "Proyecto 211".
6. Coordinar y orientar el trabajo educativo de las minorías étnicas y coordinar la asistencia educativa a las zonas de minorías étnicas.
7. Planificar y guiar el trabajo de construcción del partido en colegios y universidades y el trabajo ideológico y político, el trabajo de educación moral, el trabajo de educación artística y de salud física y el trabajo de educación de defensa nacional en las escuelas de todos los niveles y tipos.
8. A cargo del trabajo de los docentes en todo el país, formular y guiar la implementación de estándares de calificación para docentes en todos los niveles y tipos; estudiar y presentar los estándares de establecimiento para las escuelas en todos los niveles y tipos; hacer planes generales para la creación de equipos de maestros y administradores escolares.
9. Coordinar y administrar los exámenes de admisión para varios tipos de educación superior; formular planes de inscripción para varios colegios y universidades; ser responsable de la gestión del estado de los estudiantes en varios tipos de educación superior; administrar centralmente la reforma del sistema de empleo para graduados universitarios, formular políticas de empleo para graduados universitarios y organizar su implementación Distribución del empleo de los graduados universitarios.
10. Planificar y guiar la investigación en ciencias naturales, filosofía y ciencias sociales de los colegios y universidades; macrodirigir la investigación y promoción de aplicaciones de alta tecnología, la transformación de los logros de la investigación científica y la combinación de "producción, estudio e investigación" en los colegios y universidades; coordinar y guiar colegios y universidades para emprender importantes proyectos de investigación científica nacional, la implementación de proyectos de ciencia y tecnología de defensa nacional; para guiar el desarrollo y la construcción de laboratorios estatales clave y centros de investigación de ingeniería en colegios y universidades.
11. Administrar, coordinar y guiar el trabajo de asuntos exteriores del sistema educativo, formular directrices y políticas para la gestión de los estudios en el extranjero y estudiar en China; planificar, coordinar y guiar la enseñanza del chino como lengua extranjera; guiar el trabajo de la educación china instituciones en el extranjero. Responsable de coordinar los intercambios educativos con la Región Administrativa Especial de Hong Kong, Macao y Taiwán.
12. Responsable de las estadísticas, análisis y divulgación de información de educación básica.
13. Formular directrices y políticas para el trabajo en idiomas nacionales; formular planes a mediano y largo plazo para el trabajo en idiomas; formular normas y estándares para el chino y los idiomas minoritarios, y organizar y coordinar la supervisión e inspección; orientar y popularizar las pruebas de Putonghua y Putonghua.
14. Planificación general de los trabajos de grado, redacción de normas relacionadas con los trabajos de grado, responsable de la implementación del sistema nacional de títulos, responsable del tratamiento internacional de títulos, reconocimiento mutuo de títulos, etc., realizando el trabajo específico del Comité de Títulos Académicos del Consejo de Estado.
15. Responsable de coordinar las unidades miembro de la "Comisión Nacional de China para la UNESCO" y otros departamentos e instituciones para llevar a cabo la cooperación y los intercambios con la UNESCO en educación, ciencia y tecnología, cultura, etc.; enlace y comunicación con la Oficina de Beijing; responsable de enlace con la Delegación Permanente de China ante la UNESCO y orientación de su trabajo.
16. Cumplir con las tareas asignadas por el Grupo Directivo Nacional de Educación en Ciencia y Tecnología.
17. Atender los demás asuntos que le asigne el Consejo de Estado.

## Entornos institucionales
De acuerdo con la "Disposición sobre la asignación funcional, institucionalidad interna y dotación de personal del Ministerio de Educación", el Ministerio de Educación ha establecido las siguientes instituciones:

### Organización interna
- Dirección General del Ministerio de Educación. Dirección General
- Departamento de políticas y regulaciones, Ministerio de Educación
- Departamento de planificación del desarrollo
- Departamento de reforma integral, Ministerio de Educación
- Departamento de personal
- Ministerio de educación. División de Finanzas
- Comité Nacional de libros de texto. Oficina de libros de texto
- Departamento de educación básica
- Departamento de supervisión de educación y capacitación fuera del Campus
- División de educación vocacional y educación de adultos
- Departamento de Educación Superior
- Comité de supervisión de educación del Consejo de Estado. Oficina de supervisión de educación
- Departamento de educación étnica
- Departamento de trabajo docente
- Departamento de salud física y educación artística
- Departamento de trabajo ideológico y político
- Departamento de ciencias sociales
- Departamento de ciencia, tecnología e informatización
- Departamento de estudiantes universitarios
- Comité de títulos académicos del Consejo de Estado. Departamento de gestión de títulos y educación de posgrado
- Departamento de gestión de aplicaciones de lenguaje y caracteres
- Departamento de gestión de la información sobre el lenguaje y el carácter
- Departamento de cooperación e intercambio internacional (Oficina de Hong Kong, Macao y Taiwán)
- Oficina de trabajo de inspección
- Comité de órgano del Ministerio de Educación del partido comunista de China. Comité del partido de órgano
- Ministerio de Educación. Mesa de personas en jubilación
- Comisión Nacional de China para la UNESCO. Secretaría de la Comisión Nacional de China para la UNESCO

El grupo de secretaría del grupo directivo central para el trabajo educativo está ubicado en el Ministerio de Educación y está directamente bajo el liderazgo del grupo central para el trabajo educativo.

### Dirección Nacional administrada por el Ministerio de Educación
Oficina nacional de exteriores
- Comité Nacional de Lengua y Escritura (nivel viceministerial)

### Agencia con cartera
- Secciones (Equipos) de Educación de Embajadas (Consulados Generales) en el Exterior

### Unidades de negocio directamente afiliadas
- Centro de Servicios del Ministerio de Educación
- Instituto Nacional de Administración Educativa
- Academia de ciencias de la educación de China (Oficina del grupo líder de planificación de ciencias de la educación nacional)
- Centro de investigación para el desarrollo científico de las instituciones de educación superior del Ministerio de Educación
- Centro de desarrollo de la educación profesional del Ministerio de Educación
- Centro de cooperación e intercambio de idiomas chino-extranjeros del Ministerio de Educación
- Instituto de investigación de aplicaciones lingüísticas. (Comisión nacional de idiomas Putonghua y centro de pruebas de aplicación de caracteres)
- Universidad Nacional Abierta (Universidad Central de Radio y Televisión)
- Centro de Desarrollo de Recursos y Tecnología Educativa del Ministerio de Educación. (Centro de Educación Digital Central, Centro de Recursos Educativos Básicos del Ministerio de Educación)
- Televisión educativa de China
- Centro de Información de Gestión Educativa del Ministerio de Educación
- Instituto de Materiales Curriculares
- Consejo de Becas de China. Secretaría del Consejo de Becas de China
- Centro de Asuntos de Supervisión del Fondo del Ministerio de Educación
- Centro Nacional de Desarrollo Educativo del Ministerio de Educación
- Educación de prensa de China
- Instituto de Exámenes de Educación del Ministerio de Educación. (Centro de Exámenes de Cualificación de Maestros del Ministerio de Educación, Centro de Cooperación e Intercambio de Medición de la Educación Internacional)
- Centro de Servicios para Estudios en el Extranjero del Ministerio de Educación. (Centro de Servicios para Estudios en el Extranjero en China)
- Centro Nacional de Gestión de Ayuda Financiera para Estudiantes
- Centro de Atención al Estudiante y Desarrollo de la Calidad del Ministerio de Educación
- Centro de Desarrollo de la Educación de Grado y Posgrado del Ministerio de Educación
- Centro de Evaluación de la Calidad de la Educación del Ministerio de Educación
- Centro de intercambio chino-extranjero entre pueblos del Ministerio de Educación
- Centro de Publicidad y Educación del Ministerio de Educación

Escuela secundaria directamente afiliada
Hay 75 colegios y universidades directamente bajo el Ministerio de Educación. Entre ellos, el secretario del comité del partido y el rector están incluidos entre los 26 colegios y universidades administrados y que dependen del gobierno central. La lista es la siguiente:
- Universidad de Pekín
- Universidad Renmin de China
- Universidad de Tsinghua
- Universidad Normal de Beijing
- Universidad Agrícola de China
- Universidad de Nankai
- Universidad de Tianjin
- Universidad Tecnológica de Dalian
- Universidad de Jilin
- Universidad de Fudan
- Universidad Tongji
- Universidad Jiaotong de Shanghái
- Universidad de Nankín
- Universidad del Sureste
- Universidad de Zhejiang
- Universidad de Xiamen
- Universidad de Shan Dong
- Universidad de Wuhan
- Universidad de Ciencia y Tecnología de Huazhong
- Universidad Centro Sur
- Universidad Sun Yat-sen
- Universidad de Chongqing
- Universidad de Sichuan
- Universidad de Xi'an Jiaotong
- NWAFU (西北农林科技大学)
- Universidad de Lanzzhou
- Universidad del Noreste (China)
- Universidad Normal del Este de China
- Universidad Oceánica de China
- Universidad de Hunan
- Universidad Tecnológica del Sur de China
- Universidad de Ciencia y Tecnología Electrónica de China
- Universidad de Ciencia y Tecnología de Pekín
- Universidad de Tecnología Química de Beijing
- Universidad de Lengua y Cultura de Beijing
- Universidad de idiomas extranjeros de Beijing
- Universidad Jiaotong de Pekín
- Universidad de Correos y Telecomunicaciones de Beijing
- Universidad China del Petróleo (Beijing)
- Universidad de Comunicación de China
- Universidad Forestal de Beijing
- Universidad de Ciencias Políticas y Derecho de China
- Universidad Central de Finanzas y Economía
- Conservatorio Central de Música
- La academia central de teatro
- Academia Central de Bellas Artes
- Universidad de Medicina China de Beijing
- Universidad de Economía y Comercio Exterior
- Universidad de Energía Eléctrica del Norte de China
- Universidad China de Minería y Tecnología (Beijing)
- Universidad China de Geociencias (Beijing)
- Universidad Normal del Noreste
- Universidad Forestal del Noreste
- Universidad de Ciencia y Tecnología de China Oriental
- Universidad de Donghua (Shanghái), Universidad de Donghua
- Universidad de Estudios Internacionales de Shanghái
- Universidad de Finanzas y Economía de Shanghái
- Universidad He Hai
- Colegio Agrícola de Nankín
- Universidad Farmacéutica de China
- Universidad de Jiangnan
- Universidad de Minería de China
- Universidad Tecnológica de Hefei
- Universidad China del Petróleo
- Universidad Tecnológica de Wuhan
- Universidad de Geociencias de China (Wuhan)
- Universidad Normal de Huazhong
- Universidad Agrícola de Huazhong
- Universidad de Economía y Derecho de Zhongnan
- Universidad del suroeste
- Universidad del Suroeste de Finanzas y Economía
- Universidad del suroeste de Jiaotong
- Universidad Normal de Shaanxi
- Universidad Xidian
- Universidad de Changan

### Unidad empresarial directamente afiliada
- Grupo de educación y publicidad de China
  - Editorial de educación popular
  - Prensa de educación superior
  - Prensa lingüística
    - Periódicos y periódicos de idiomas
    - Editorial de idiomas y audiovisuales
- Prensa científica de la educación

### Grupos sociales de supervisión
- Asociación de Educación de China para el Intercambio Internacional
- Ministerio de Educación Asociación Deportiva Estudiantil
- Sociedad China de Educación
- Sociedad de Educación Superior de China
- Fundación de Desarrollo de Docentes de China
- Fundación para el Desarrollo de la Educación de China

### Centros de capacitación
- El centro de capacitación de directores de escuelas intermedias del Ministerio de Educación: ubicado en la Universidad Normal de China Oriental, se estableció el 27 de octubre de 1989. Es un centro nacional de capacitación de cuadros educativos que se enfoca en la capacitación de directores de escuelas intermedias (incluyendo Hong Kong y Macao con directores de escuelas intermedias).
- Centro de formación de directores de escuelas primarias del Ministerio de Educación: Ubicado en la Universidad Normal de Beijing, establecido en mayo de 2000, se estableció sobre la base del "Centro de formación de cuadros de gestión educativa del norte de China del Ministerio de Educación".
- Centro de capacitación principal para jardín de infancia del Ministerio de Educación: está ubicado en la Universidad Normal del Noreste y se estableció en junio de 2011. El centro depende del departamento de educación de la Universidad Normal del Noreste y es relativamente independiente.

## Directivos
|  | ; Ministro de Educación, Gobierno Popular Central - Ma Xulun19 de octubre de 1949－15 de noviembre de1952，Vicepresidente del Comité Nacional de la Conferencia Consultiva Política del Pueblo Chino. Liga Democrática, vicepresidente - Zhang Xiruo (15 de noviembre de1952－28 de septiembre de1954, y director del Comité de Enlace Cultural Extranjero del Gobierno Popular Central Ministro de Educación de la República Popular China - Zhang Xiruo (28 de septiembre de1954－11 de febrero de1958), También fue director del Comité de Cultura Extranjera de la República Popular China - Yang Xiufeng (11 de febrero de1958－22 de julio de 1964） - He Wei（22 de julio de 1964－junio de 1970） - Zhou Rongxin (17 de enero de 1975－13 de abril de 1976） - Liu Xiyao（enero de 1977－23 de febrero de 1979） - Jiang Nanxiang (23 de febrero de 1979－4 de mayo de 1982） - He Dongchang (4 de mayo de 1982－18 de junio de 1985） Director de la Comisión Nacional de Educación de la República Popular China - Li Peng (18 de junio de 1985－12 de abril de 1988, Viceprimer Ministro del Consejo de Estado, a Nivel Estatal；24 de septiembre de 1985 Miembro del Buró Político del Comité Central del PCCh, Secretario de la Secretaría del Comité Central del PCCh, Viceprimer Ministro del Consejo de Estado y Viceprimer Ministro a nivel estatal; 1987 Miembro del Comité Permanente del Buró Político del Comité Central del PCCh, Viceprimer Ministro del Consejo de Estado y Nivel Nacional） - Li Tieying (12 de abril de 1988－29 de marzo de 1993，Miembro del Buró Político del Comité Central del Partido Comunista de China, Consejero de Estado y Diputado a nivel estatal） - Zhu Kaixuan (29 de marzo de 1993－18 de marzo de 1998） Ministro de Educación de la República Popular China - Chen Zhili (18 de marzo de 1998－17 de marzo de 2003） - Zhou Ji (17 de marzo de 2003－31 de octubre de 2009） - Yuan Guiren (31 de octubre de 2009－2 de julio de 2016） - Chen Baosheng (2 de julio de 2016－20 de agosto de 2021） - Huai Jinpeng (20 de agosto de 2021－） | ; Viceministro de Educación de la República Popular China …… - Sun Yao (2017－） - Weng Tiehui（2019－） - 钟登华 (2019－） - 田学军 (2019－，Director del Comité Nacional de Lengua y Escritura, China Director del Comité Nacional de la Organización UNESCO） - 郑富芝 (2019－，y director general del Ministerio de Educación） - 宋德民 (20 de febrero de 2021－agosto de 2022） |